# Otidimorphae
Otidimorphae là một nhánh chim chứa các bộ Cuculiformes (cu cu, tu hú, bìm bịp), Musophagiformes (turaco) và Otidiformes (ô tác) được nhận dạng theo phân tích bộ gen của Javis năm 2014. Trong phân tích này thì ô tác dường như có quan hệ họ hàng gần với turaco hơn là với cu cu, nhưng một số nghiên cứu di truyền khác lại cho rằng ô tác có quan hệ họ hàng gần với cu cu hơn là với turaco.

## Phát sinh chủng loài
Biểu đồ phát sinh chủng loài dưới đây vẽ theo Javis (2014)

|  | Cuculiformes                                                    |
|  |                                                                 |
|  | \| \| Otidiformes \| \| \| \| \| \| Musophagiformes \| \| \| \| |
|  |                                                                 |
|  | Otidiformes                                                     |
|  |                                                                 |
|  | Musophagiformes                                                 |
|  |                                                                 |

|  | Otidiformes     |
|  |                 |
|  | Musophagiformes |
|  |                 |

Còn biểu đồ phát sinh chủng loài dưới đây vẽ theo Prum (2015)

|  | Musophagiformes                                              |
|  |                                                              |
|  | \| \| Otidiformes \| \| \| \| \| \| Cuculiformes \| \| \| \| |
|  |                                                              |
|  | Otidiformes                                                  |
|  |                                                              |
|  | Cuculiformes                                                 |
|  |                                                              |

|  | Otidiformes  |
|  |              |
|  | Cuculiformes |
|  |              |